# Chang'e 1
Chang'e-1 (/tʃæŋˈʌ/; en xinès simplificat 嫦娥一号; en xinès tradicional 嫦娥一號; pinyin: Cháng'é yī hào) és una sonda espacial no tripulada i part de la primera fase del programa xinès d'exploració lunar. La primera fase es diu "Chang'e-1". La sonda espacial va ser batejada en honor de la deessa xinesa de la lluna Chang'e, que segons la llegenda va volar a la Lluna, i que té un cràter lunar batejat amb el seu nom.
El llançament de la Chang'e-1 va ser el 24 d'octubre de 2007 a les 10:05 UTC des del Centre espacial de Xichang utilitzant el coet "Llarga Marxa 3A". El 5 de novembre de 2007 va entrar en òrbita lunar. La nau espacial va operar fins a l'1 de març de 2009, quan va impactar amb la lluna, a les 08:13 UTC, com a part de la missió.

## Dades generals
El programa d'exploració lunar xinès es va dissenyar per dur-lo a terme en tres fases d'avenç tecnològic incremental: el primer era simplement arribar a l'òrbita lunar, una tasca completada per la Chang'e 1 el 2007 i la Chang'e 2 el 2010. El segon era l'aterratge i l'arribada a la Lluna, missió completada per la Chang'e 3 el 2013 i la Chang'e 4 el 2019. El tercer és recollir mostres lunars i enviar-les a la Terra, una tasca per a les futures missions de la Chang'e 5 i la Chang'e 6. El programa pretén facilitar un aterratge lunar tripulat a la dècada de 2030 i, fins i tot, construir un lloc avançat prop del pol sud.

## Disseny i instruments de bord
La nau espacial Chang'e 1 tenia una massa de 2.350 quilograms (5.180 lliures). La càrrega útil de 130 quilograms (290 lliures) portava 24 instruments, incloent una càmera estèreo de dispositiu de càrrega acoblat (CCD), instruments de micròsonda i una alt detector de partícules solars d'energia.
- Càmera estèreo amb una resolució òptica de 120 metres (390 peus) i un espectròmetre d'imatges de longituds d'ona de 0,48 a 0,96 μm (4,800–9,600 Å).

- Altímetre làser de 1.064 nm, làser de 150 mJ, amb una resolució d'1 metre (3 peus i 3 polzades) i una mida del punt de 300 metres (980 peus).

- Espectròmetre d'imatges.

- Espectròmetre de raigs gamma i de raigs X d'un rang energètic de 0,5 a 50 keV per als rajos X i de 300 keV a 9 MeV per als raigs gamma.

- Radiòmetre de microones que detectava 3, 7,8, 19,35 i 37 GHz amb una profunditat de penetració màxima de 30, 20, 10, 1 m (98,4, 65,6, 32,8, 3,3 ft) i una resolució tèrmica de 0,5 K.

- Detector de partícules d'alta energia i dos detectors de vent solar capaços de detectar electrons i ions pesants fins a 730 MeV.

## Objectius

Coet portador Llarga Marxa 3A de la Xina.

La missió Chang'e 1 tenia quatre objectius principals:
1. Obtenir imatges tridimensionals de les formes geogràfiques i de les estructures geològiques de la superfície lunar, per tal de proporcionar una referència per als aterratges planificats. L'òrbita de la Chang'e 1 al voltant de la Lluna va ser dissenyada per a proporcionar-ne una cobertura completa, incloent àrees properes als pols nord i sud no cobertes per missions anteriors.
2. Analitzar i mapejar l'abundància i distribució de diversos elements químics presents a la superfície lunar com a part d'una avaluació de recursos potencialment útils a la Lluna. La Xina espera ampliar el nombre d'elements estudiats a 14 (potassi (K), tori (Th), urani (U), oxigen (O), silici (Si), magnesi (Mg), alumini (Al), calci (Ca)), tel·luri (Te), titani (Ti), sodi (Na), manganès (Mn), crom (Cr) i lantà (La),[10] en comparació amb els 10 elements (K, U, Th, Fe (ferro), Ti, O, Si, Al, Mg i Ca) sondejat prèviament pel Lunar Prospector de la NASA.[10]
3. Provar les característiques del sòl lunar i avaluar la seva profunditat, així com la quantitat d'heli-3 (³He) present.
4. Explorar l'entorn espacial entre els 40.000 km. (24854.8 milles) i els 400.000 km (248548.5 milles) de la Terra, registrar dades sobre el vent solar i estudiar l'impacte de l'activitat solar a la Terra i la Lluna.

A més, el sistema d'enginyeria de la sonda lunar estava compost de cinc conjunts principals: el sistema de satèl·lits, el sistema de llançament de vehicles, el sistema de llocs de llançament, el sistema d'instrucció i control i el sistema d'aplicació en terra. Aquests sistemes van aconseguir cinc objectius:
- Investigar, desenvolupar i llançar la primera sonda lunar de la Xina.

- Dominar la tecnologia bàsica de col·locació de satèl·lits en òrbita lunar.

- Fer la primera exploració científica de la Lluna per part de la Xina.

- Inicialment es va formar un sistema d'enginyeria espacial de sonda lunar.

- Experiència acomulada per a les fases posteriors del programa d'exploració lunar de la Xina.

## La missió
Segons el calendari, el disseny detallat de la primera fita del programa es va completar al setembre del 2004. El 2005 es va finalitzar la investigació i el desenvolupament d'un prototip de sonda i se li van fer les proves pertinents. El disseny, la fabricació, els assaigs generals i les proves a terra es van acabar abans del desembre del 2006.
Originalment previst per a l'abril de 2007, el llançament va ser ajornat fins a octubre, ja que era "el millor moment per enviar un satèl·lit a l'òrbita de la Lluna". La Chang'e 1 va ser llançada per un coet Llarga Marxa 3A a les 10:05 GMT el 24 d'octubre de 2007 des del Centre espacial de Xichang, situat a la província de Sichuan.
Després del llançament, la Chang'e 1 va fer tres òrbites al voltant de la Terra. Una propulsió al perigeu l'acostava a l'apogeu de l'òrbita cada vegada més, fins que una crema d'injecció translunar la va impulsar cap a la Lluna el 31 d'octubre de 2007. Un cop a la Lluna, un altre impuls la va col·locar en una òrbita polar al voltant del satèl·lit. Uns impulsos al periseleni en les tres primeres òrbites, en van disminuir l'aposeleni fins que va entrar en una òrbita circular. La inserció en l'òrbita lunar es va aconseguir el 5 de novembre de 2007. Per a celebrar aquesta-ho, la sonda va transmetre 30 cançons i peces musicals xineses clàssiques, incloent "La meva pàtria", "La cançó del riu Iang-Tsé" i "Muntanyes altes i aigües fluint".
La sonda es va controlar remotament des de les estacions de Tsingtao i Kaixgar, innaugurant així l'ús de la Xarxa d'Espai Profund de la Xina. L'estació de seguiment de Maspalomas de l'ESA també es va utilitzar per a transmetre senyals a la sonda.
Les primeres imatges de la Lluna es van retransmetre el 26 de novembre de 2007. La sonda va ser dissenyada per a orbitar la Lluna durant un any, però més tard les operacions es van ampliar i es va mantenir en òrbita lunar fins a l'1 de març de 2009.

## Fi de la missió
L'1 de març de 2009, a les 08:13:10 UTC, la Chang'e 1 es va estavellar a la superfície de la Lluna i va acabar la seva missió. Segons l'Administració estatal de ciència, tecnologia i indústria per a la defensa nacional de la Xina, es tractava d'un impacte planificat i controlat. El punt d'impacte va ser a les coordenades 1,50 ° S 52,36 ° E. Durant la seva missió orbital, la sonda va transmetre 1.400 gigabits o 175 gigabytes (GB) de dades.

## Assoliments
La Chang'e 1 va crear un mapa tridimensional precís i d'alta resolució de la superfície lunar, i va dur a terme la primera detecció de microones de la Lluna (passiva, multicanal i de canals múltiples).